# Holiday Beach (Teksas)
Holiday Beach je naseljeno mjesto za statističke potrebe u američkoj saveznoj državi Teksas. Prema popisu stanovništva iz 2010. u njemu je živjelo 514 stanovnika.